# Anders Aronsson
Anders Rudolf Aronsson, Aronsson i Vallentuna, född 12 maj 1885 i Torsö församling, död 23 november 1942 i Vallentuna, var en svensk lantbrukare och politiker (bondeförbundet). 
Aronsson var verksam som lantbrukare i Vallentuna och riksdagsledamot i första kammaren från 1939, invald i Stockholms läns och Uppsala läns valkrets. Han är begravd på Vallentuna kyrkogård.